# أليسون رايت
أليسون رايت (بالإنجليزية: Alison Wright)‏ هي ممثلة بريطانية، ولدت في 12 يوليو 1976 بسندرلاند في المملكة المتحدة.

## أعمال

### أفلام
- (2016) المحاسب[4]

### مسلسلات
- الأمريكيون[5]

## وصلات خارجية
- أليسون رايت على موقع IMDb (الإنجليزية)
- أليسون رايت على موقع ألو سيني (الفرنسية)
- أليسون رايت على موقع ميوزك برينز (الإنجليزية)
- أليسون رايت على موقع قاعدة بيانات برودواي على الإنترنت (الإنجليزية)
- أليسون رايت على موقع قاعدة بيانات الفيلم (الإنجليزية)
- أليسون رايت على موقع كينوبويسك (الروسية)